# John Belchier
John Belchier est un médecin britannique, né en 1706 à Kingston upon Thames et mort en 1785.
Il étudie la médecine à Eton au St Thomas' Hospital. À partir de 1736, il est chirurgien au Guy's Hospital qu’il dirige plus tard ainsi que le St Thomas' Hospital.
Il est membre de la Royal Society en 1732. Il s’intéresse en particulier à la formation des os et introduit une importante innovation pour l’observation des tissus en utilisant des teintures, comme l'alizarine de la garance, dans l'alimentation des jeunes porcs. Il inspira notamment Duhamel du Monceau pour l'étude de la croissance des arbres. Ses travaux lui valent la Médaille Copley en 1737.

## Référeences
1. ↑  « Award winners : Copley Medal », sur royalsociety.org, The Royal Society (consulté le 23 janvier 2021)